# میتسوبیشی مینی‌کب
میتسوبیشی مینی‌کب (Mitsubishi Minicab) خودرویی است که از سال ۱۹۶۶ تا کنون تولید شده‌است.
این خودرو در کلاس کامیونت قرار گرفته، طراحی آن توزیع نیروی پیشران، خودروهای موتور جلو-چهار چرخ متحرک بوده است.

## نگارخانه

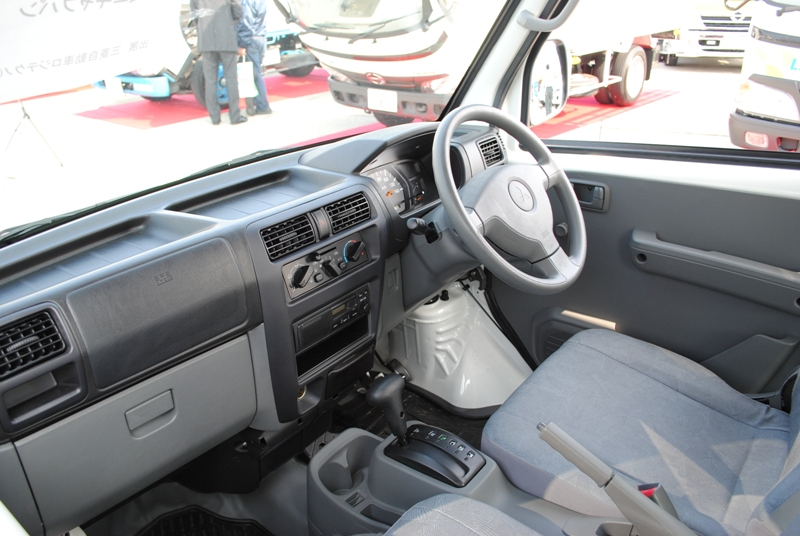
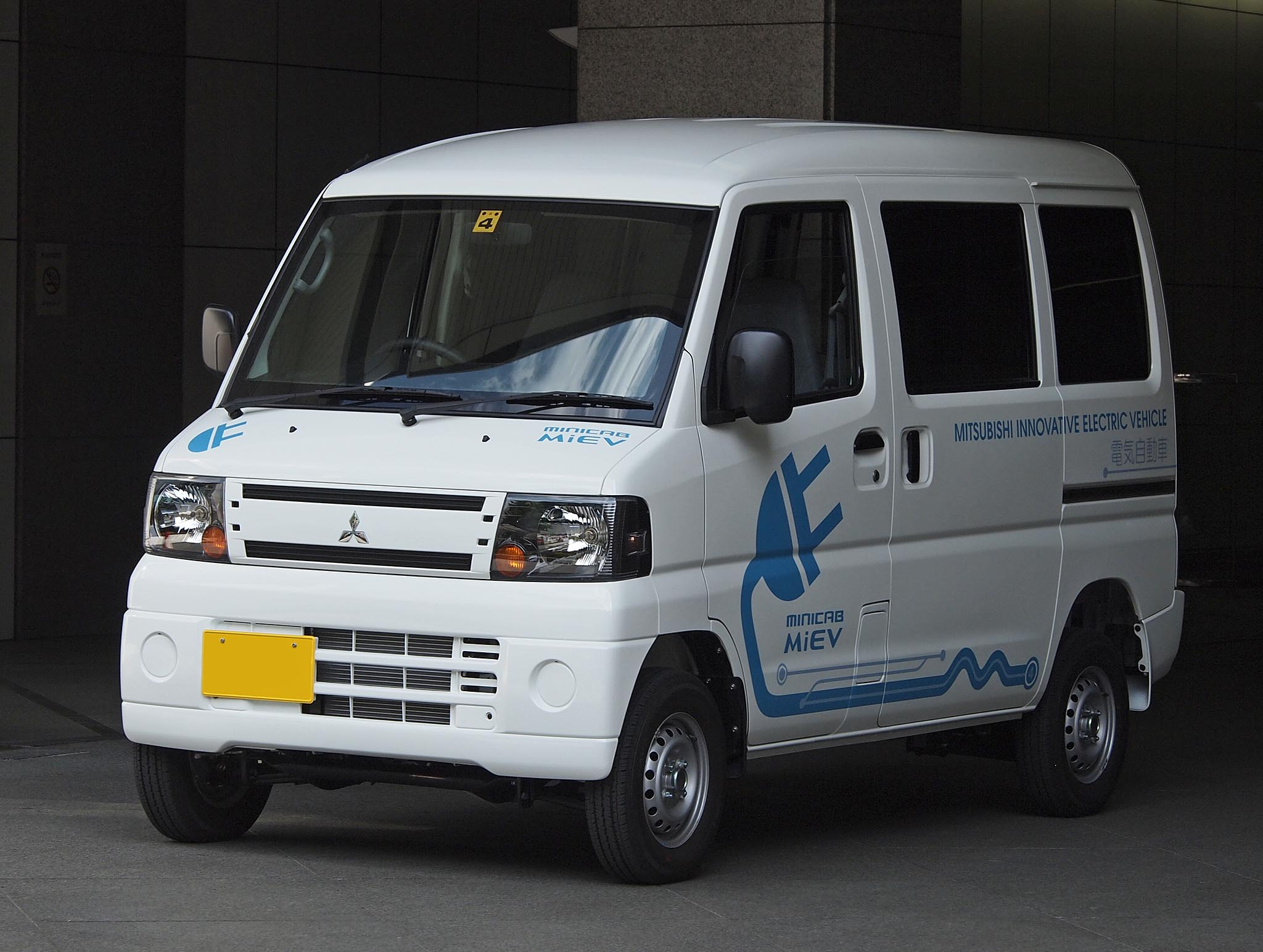
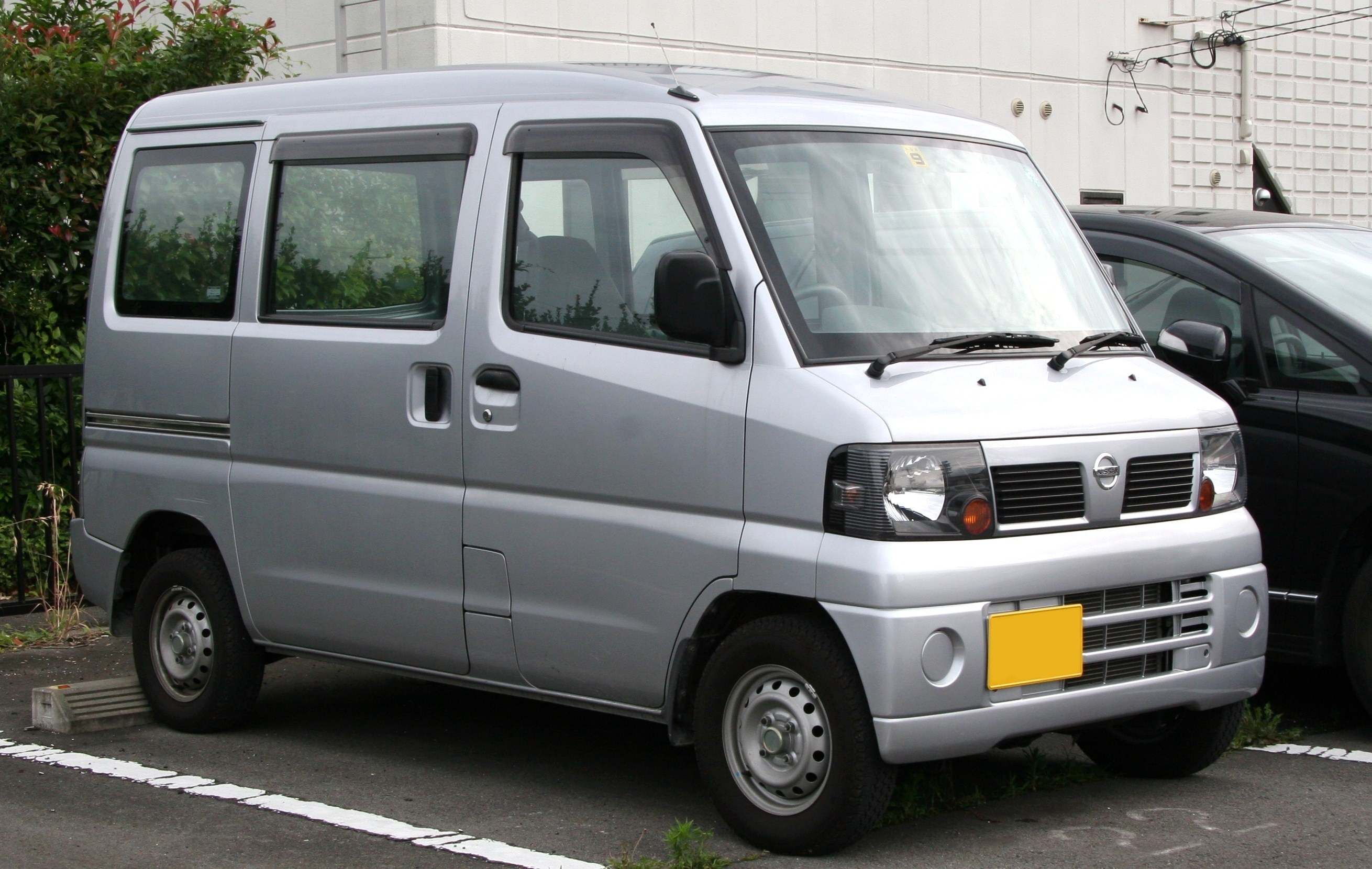